# A Pastoral Symphony
A Pastoral Symphony (nr. 3) werd in 1921 geschreven door de Britse componist Ralph Vaughan Williams en voor de eerste maal uitgevoerd op 26 januari 1922 in de Queen's Hall te Londen door het Royal Philharmonic Orchestra onder leiding van Adrian Boult. Een tweede uitvoering werd verzorgd op 17 februari 1922 aan het Royal College of Music door leden van het New Queen's Hall Orchestra onder leiding van Adrian Boult.
Uit zowel de titel van de symfonie alsook bovenstaande tempo-aanwijzingen voor de vier delen blijkt dat de symfonie, in de woorden van de componist, "almost entirely quiet and contemplative" is. De symfonie kan echter niet samengevat worden als "like a cow looking over a gate", zoals musicus Philip Heseltine (ook bekend onder zijn pseudoniem Peter Warlock) ooit opmerkte. Ralph Vaughan Williams schreef in 1938 zelf over het ontstaan van de Pastoral Symphony: "It's really wartime music, a great deal of it incubated when I used to go up night after night with the ambulance wagon at Écroives and we went up a steep hill and there was a wonderful Corot-like landscape with sunset—it's not really lambkins frisking at all as most people take for granted." Het was dan ook in 1914 en dus in Frankrijk in de Eerste Wereldoorlog dat Vaughan Williams begon aan zijn derde symfonie. De symfonie is duidelijk verbonden aan Ralph Vaughan Williams' oorlogservaringen. Experts noemen het zijn oorlogsrequiem.
De symfonie bestaat uit:
1. Molto moderato — het muzikale hoofdthema van het eerste deel wordt niet gaandeweg herhaald, maar enkele andere subthema's in meer of mindere vorm wel; in het eerste deel komt tevens een vioolsolo voor.[5]
2. Lento moderato (Andantino) — de trompet in het tweede deel grijpt letterlijk terug op oorlogsherinneringen van de componist: "A bugler used to practice, and this sound became part of that evening landscape and is the genesis of the long trumput cadenza in the second movement of the symphony."[6]
3. Moderato pesante — "this movement is of the nature of a slow dance", schreef Vaughan Williams zelf in 1922;[7] enkele elementen, zoals de Coda, zijn sneller (presto) maar desondanks wel zacht van klank (pianissimo).[8]
4. Lento - Moderato maestoso — het muzikale thema van het vierde deel wordt eerst gespeeld door de blaasinstrumenten en vervolgens in combinatie met de strijksectie.[9]

## Aanbevolen literatuur
- Michael Kennedy, The Works of Ralph Vaughan Williams (Londen 1964).
- Ursula Vaughan Williams, R. V. W.: A Biography of Ralph Vaughan Williams (Londen 1963).